# Маргарита Дренска
Маргарита Владимирова Дренска е българска езиковедка и преводачка от португалски и испански на български и от български на испански и португалски, професор във Великотърновския университет.

## Биография
Маргарита Дренска е родена на 4 януари 1932 г. в Ставерци, Оряховско. Завършва испанска филология през 1966 г. в Софийския държавен университет. През 1984 г. защитава кандидатска (днес – докторска) дисертация на тема „Акустична и функционална характеристика на неударените орални гласни в португалския език и техните съответствия в системата на българския вокализъм“. Доцент (1989) и професор по романски езици във Великотърновския университет „Св. св. Кирил и Методий“ (1997).
Член на Съюза на преводачите в България.
Майка е на Владимир Сабоурин.

## Признание и награди
- Носител на орден „Инфант Дон Енрике“, Дамска степен на Република Португалия, 2002 г.
- Носител на наградата на Министерството на културата на Република България за 2013 г.[1]